# Nova Mulher (feminismo)
A Nova Mulher (em inglês: New Woman) foi um ideal feminista que surgiu no final do século XIX, que influenciou profundamente o feminismo do século XX. O termo "nova mulher" foi inventado pela escritora irlandesa Sarah Grand em sua obra "The New Aspect of the Woman Question," publicada na revista literária norte-americana North American Review em março de 1894.  O termo foi popularizado pelo escritor anglo-americano Henry James, para descrever o crescimento da mulher feminista, educada, e de carreira independente na Europa e nos Estados Unidos. O termo quebrou os limites estabelecidos pela sociedade dominada pelos homens, como era frequente nas obras do norueguês Henrik Ibsen (1828–1906). Segundo uma piada de Max Beerbohm (1872–1956), "A nova mulher surgiu totalmente armada do cérebro de Ibsen".

## Mudanças nos papéis sociais

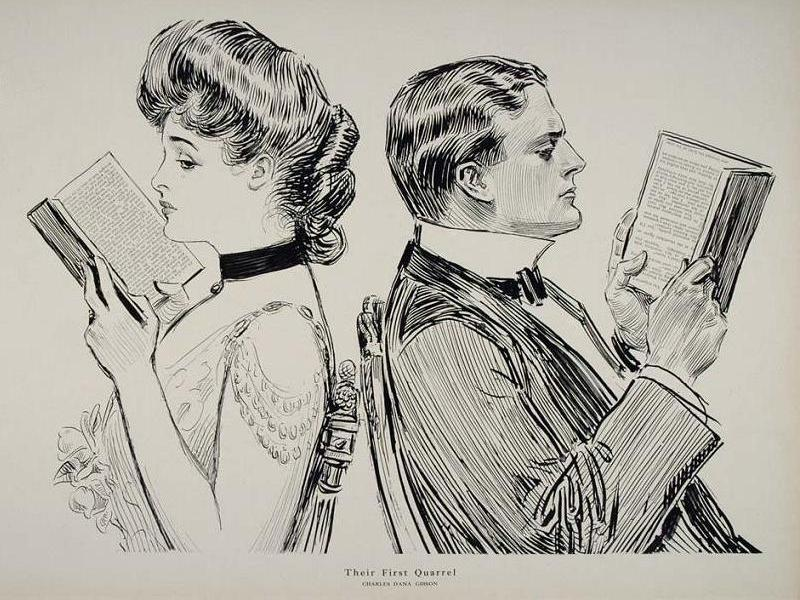
Their First Quarrel (1914), ilustração feita por Charles Dana Gibson. Gibson Girl era uma versão glamourosa da nova mulher.

O escritor Henry James popularizou o termo "nova mulher", uma figura que foi representada nas heroínas de seus romances, como Daisy Miller na novela homónima publicada em 1878, e Isabel Archer em o Retrato de uma Senhora publicado entre 1880–1881). Segundo o historiador Ruth Bordin, o termo foi pretendido por ele, para caracterizar os americanos expatriados que vivem na Europa. Mulheres ricas e sensíveis, que apesar de sua riqueza, exibiam um espírito independente e estavam acostumadas a agirem por conta própria. O termo nova mulher sempre se referia a mulheres que exercitavam o controle sobre suas próprias vidas, sejam pessoais, sociais ou económicas.
A "nova mulher" também foi um apelido dado a Ella Hepworth Dixon, a autora britânica da obra The Story of a Modern Woman.

### Educação de nível superior e profissional

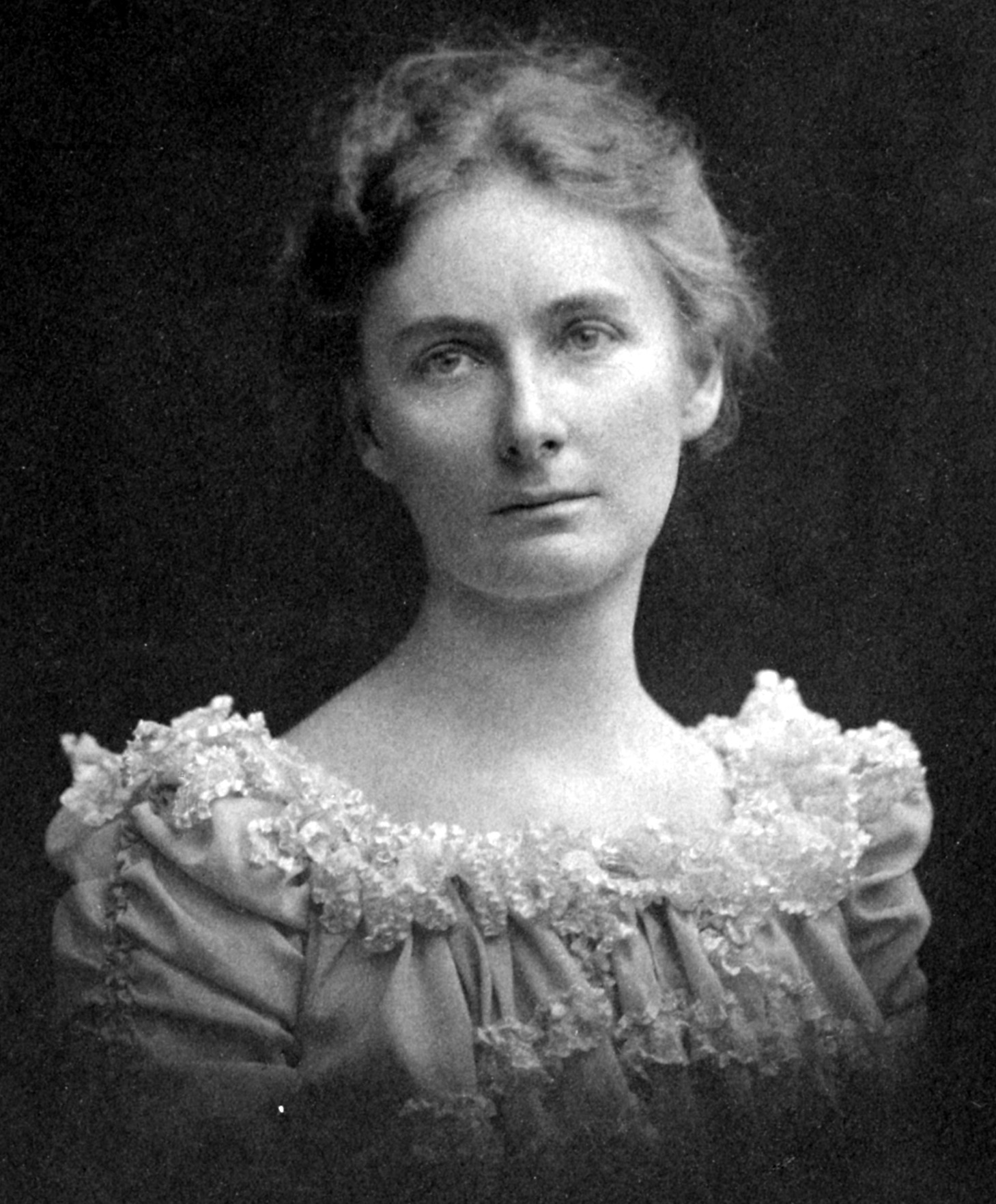
A geóloga Florence Bascom era típica da Nova Mulher. Ela foi a primeira mulher a ganhar seu doutorado em filosofia na Universidade Johns Hopkins em 1893 e em 1894 foi a primeira mulher a ser eleita pela Sociedade Geológica da América.

Embora a nova mulher estivesse se tornando mais activa no mercado de trabalho sociedade, começaram a ser mais descritas frequentemente, exercendo sua autonomia nos espaços nacionais e privados na literatura, teatro e outras representações artísticas. O movimento sufrágio feminino feito para ganhar os direitos democráticos das mulheres, foi a influência mais importante sobre a nova mulher. A educação e as oportunidades de empregos foram aumentando para as mulheres, e os países ocidentais se tornaram mais urbanos e industrializados. Os trabalhadores de colarinho rosa deram uma força de trabalho às mulheres, dando-lhes uma posição no negócio e no espaço institucional. Em 1870, as mulheres nas profissões eram apenas 6.4% da força de trabalho não-agrícola dos Estados Unidos. esse número aumentou para 10% em 1900, e depois para 13,3% em 1920.
Um número crescente de mulheres foram ganhando o direito de frequentarem a universidade e faculdade. Algumas foram atrás da obtenção de formação profissional, e assim tornaram-se advogadas, médicas, jornalistas e professoras, muitas vezes nos prestigiados colégios de mulheres, como as instituições Sete Irmãs: Barnard, Bryn Mawr, Holyoke, Radcliffe, Smith, Vassar, e Wellesley. A nova mulher nos Estados Unidos estava participando do ensino pós-secundário em maior número, na virada do século XX. Alice Freeman Palmer se tornou a primeira presidenta de Wellesley em 1881.

### Sexualidade e expectativas sociais

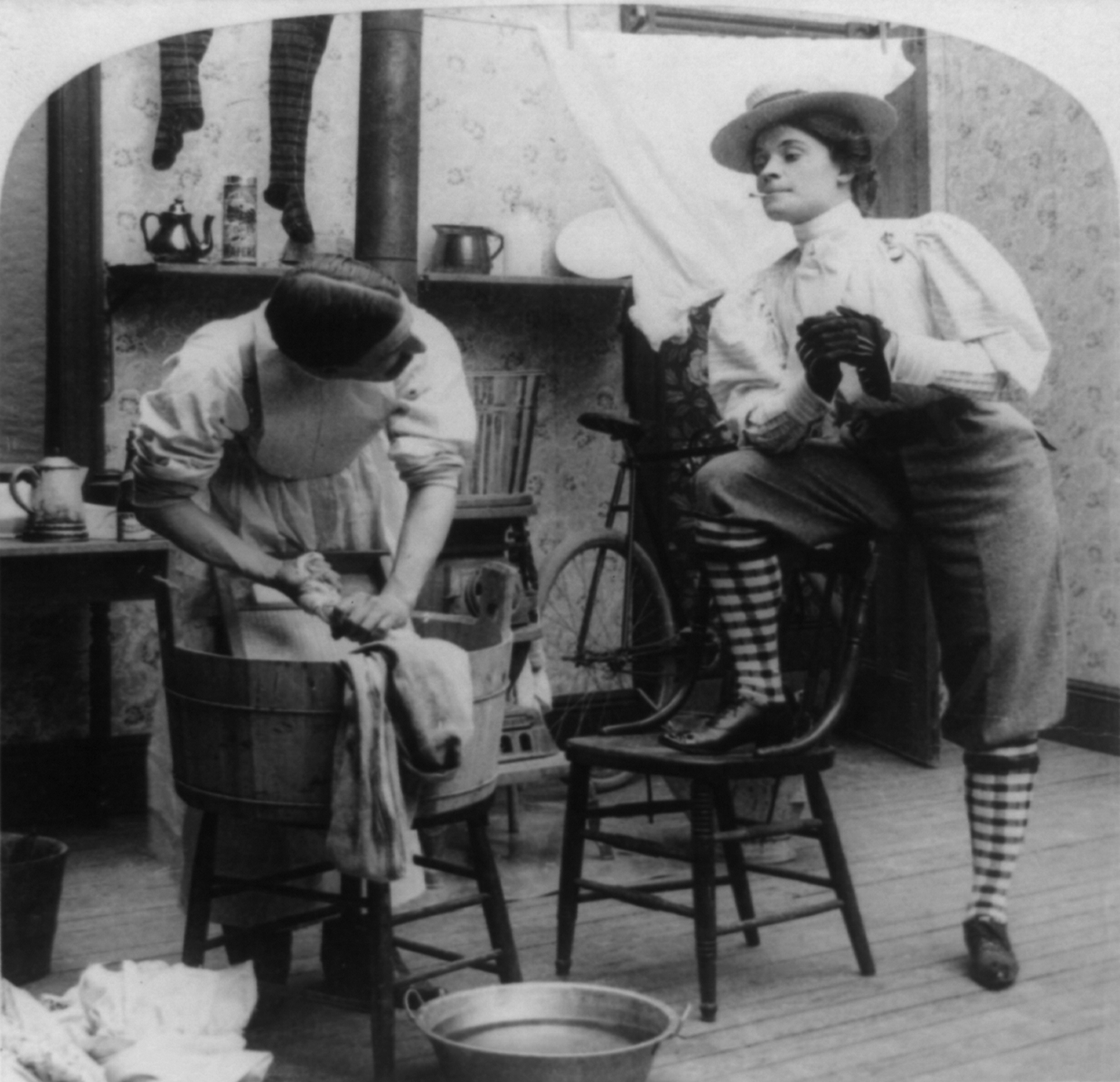
Uma foto satírica de 1901, com o subtítulo "Nova Mulher - Dia da Lavagem", mostrando uma mulher vestida com calças curtas fumando um cigarro e supervisionado, enquanto o homem de avental lava a roupa.

A autonomia era uma meta radical para as mulheres no final do século XIX, e historicamente foi um truísmo dizer que as mulheres sempre foram jurídicas e economicamente dependentes, por seus maridos, parentes, ou instituições sociais e caritativas. As oportunidades na educação e carreira para as mulheres, surgiram no final do século XIX, junto com os novos direitos legais de propriedade, embora ainda não pudessem votar naquela época, mas significou muito, e elas entraram em uma nova posição de liberdade e escolha quando se tratava de parceiros conjugais e sexuais. A nova mulher teve grande importância na autonomia sexual, embora isso fosse difícil de pôr em prática com a sociedade ainda tendo alta desaprovação de qualquer sinal de libertinagem feminina. Para a mulher da era vitoriana, qualquer actividade sexual fora do casamento era considerada imoral. As mudanças na lei do divórcio durante o final do século XIX, deram origem a uma nova mulher que pudesse sobreviver a um divórcio com sua independência económica intacta, e um número crescente de mulheres divorciadas reconstituídas. A manutenção de respeitabilidade social, durante o exercício de direitos legais ainda eram julgadas de forma imoral e para muitas foi um desafio à nova mulher. Mary Heaton Vorse colocou seu compromisso desta forma: "Estou tentando por nada, tanto em minha vida pessoal, quanto como não ser respeitoso quando se casar".
Ficou claro que nos romances de Henry James, ele deixou suas heroínas livres, para exercerem sua autonomia intelectual e sexual, e finalmente pagaram um preço por suas escolhas.
Alguns membros da tendência da nova mulher, encontraram a liberdade de se envolver em relações lésbicas, através de seus grupos de mulheres. Algumas destas mulheres disseram: "Que amaram outras mulheres, tornando uma maneira fácil para escapar do que elas viam, tal como as probabilidades de dominação masculina inerentes a uma relação heterossexual". Para outras, este foi um caso de independência econômica significante, e que elas não eram responsáveis perante um guardião por suas escolhas de relacionamento sexual, e elas exerceram esta nova liberdade.

### Diferença de classes
A nova mulher foi um resultado da crescente respeitabilidade do ensino pós-secundário e de emprego das mulheres que pertenciam às classes altas privilegiadas da sociedade. O ensino universitário em si, ainda era um emblema de riqueza para os homens, na virada do século XX, menos de 10% das pessoas nos Estados Unidos tiveram um ensino pós-secundário durante a época.

## Arte

The Reason Dinner Was Late feita por Charles Dana Gibson, em 1912, Divisão de Fotografias e Material Impresso, Biblioteca do Congresso

As mulheres artistas se tornaram parte das empresas profissionais, e também fundaram suas próprias associações de arte. As obras de artes que eram feitas por mulheres, eram consideradas inferiores, e para ajudar a superar esse estereótipo das mulheres, elas se tornavam "cada vez mais vocais e confiantes" para promoverem o trabalho delas, e assim tornar a imagem da "nova mulher" mais educada, moderna e livre.
No final do século XIX, Charles Dana Gibson retratava a "nova mulher" em sua pintura, The Reason Dinner was Late, que era "um retrato simpático de inspiração artística por parte de mulheres jovens", com ela pintando um policial que veio lhe visitar.
As artistas "desempenharam um papel crucial na representação da nova mulher, tanto nas pinturas que exemplificavam este tipo emergente através de suas próprias vidas." No século XIX e no começo do século XX, cerca de 88% das assinantes de 11.000 revistas e jornais eram mulheres. Como as mulheres entraram na comunidade artística, vários editores contratavam mulheres para criar ilustrações que retratam o mundo, através da perspectiva feminina. As ilustradoras que foram bem sucedidas incluíam Jennie Augusta Brownscombe, Jessie Wilcox Smith, Rose O'Neill, Elizabeth Shippen Green, e Violet Oakley.

Uma mulher que seguiu o conselho desses livros de etiqueta para olhar, cheirar, sentir, e "pensar" como uma flor alcançou a feminilidade, tornando-se uma flor humana para o consumo estético dos outros.

"Feminilidade Floral: Uma Definição Pictórica"
Durante o século XIX, havia um número significativo de mulheres que se tornaram bem-sucedidas, artistas educadas, uma raridade daquela época, com a excepção de algumas como Angelica Kauffman e Louise Élisabeth Vigée Le Brun (1755-1842). As artistas emergentes criaram obras com uma perspectiva diferente do que os homens, que representou a feminilidade em representações florais de passividade, ornamentalista e a pureza sexual, desafiando os conceitos limitados de feminilidade e criando um gênero de pinturas florais, em que "o artista colocava uma mulher ou mais em um jardim e manipulava a composição, cor, textura e forma para fazer as mulheres se olharem como flores" mas com um ponto de vista diferente do que a média feminina. A abordagem não foi usada para retratos. Sua forma de representação feminina em grande parte passou despercebida pelos académicos de arte americana e a sociedade conservadora ignorou em resposta ao florescimento da "nova mulher" no final do século XIX. Anna Lea Merritt criou as pinturas de flores femininas, observando o simbolismo floral feminino empregado por artistas como Charles Courtney Curran e Robert Reid, Merritt disse que ela via "as flores como grandes senhoras observando o porquê de sua languidez, o repouso e a calma da ociosidade." Emma Lampert Cooper foi uma das artistas que se tornou bem-sucedida, era uma pintora de paisagens e figuras académicas, depois de ter começado como ilustradora de livros infantis e pintora de miniaturas de flores. Compreendendo a dificuldade que transita uma pintora de sucesso, particularmente em paisagens e pinturas de figuras, Cooper advertiu outras mulheres artistas da dificuldade em criar uma carreira de sucesso em tais obras, mas foi capaz de fazê-la a si mesma depois de se tornar um sucesso em Rochester, Nova Iorque e estudou na Europa.

### Literatura
As discussões literárias do potencial de expansão para as mulheres na sociedade inglesa remontaram as obras Belinda (1801) de Maria Edgeworth e Aurora Leigh (1856) de Elizabeth Barrett Browning, que exploraram a situação de uma mulher entre o casamento convencional e da possibilidade radical que uma mulher poderia se tornar uma artista independente. No teatro, no final do século XIX, a tal "nova mulher" foi vista nas peças teatrais de Henrik Ibsen, com a Casa de Bonecas (1879) e Hedda Gabler (1890), The Case of Rebellious Susan (1894) de Henry Arthur Jones e as controvérsias Mrs. Warren's Profession (1893) e Candida (1898) de George Bernard Shaw. A obra Drácula de Bram Stoker menciona proeminentemente a nova mulher em suas páginas, com as duas principais personagens femininas discutindo sobre a evolução das funções das mulheres e da nova mulher em particular. Mina Harker passa a incorporar várias características da nova mulher, empregando habilidades, como a digitação e o raciocínio dedutivo, para a diversão dos personagens masculinos mais velhos. Na obra Drácula, a personagem fictícia Lucy Westenra, disse que a nova mulher poderia se casar com vários homens ao mesmo tempo, o que chocou sua amiga, Mina.
Na ficção, a nova mulher foi escrita por Olive Schreiner, Annie Sophie Cory (Victoria Cross), Sarah Grand, Mona Caird, George Egerton, Ella D'Arcy e Ella Hepworth Dixon. Alguns exemplos da literatura da nova mulher são  Anna Lombard (1901) de Victoria Crosses, The Story of a Modern Woman de Ella Hepworth Dixon e Ann Veronica (1909) de H. G. Wells.
A obra The Awakening (1899) de Kate Chopin também menciona a nova mulher, especialmente no contexto de narrativas derivado de Madame Bovary (1856) de Gustave Flaubert, sendo que ambos relatam uma pesquisa condenada de uma mulher para a independência e auto-realização através da experimentação sexual.
O surgimento da forma orientada, melindrosa e da festa na década de 1920, marcou o fim da era nova mulher (agora, conhecida como Primeira onda do feminismo).

## Galeria

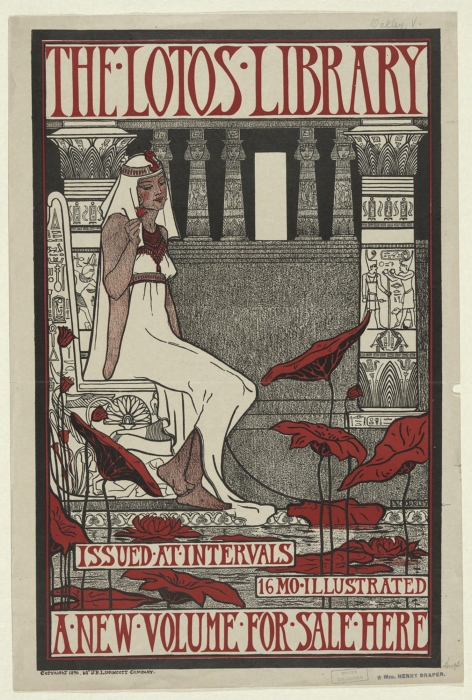
Litografia de Violet Oakley para a The Lotos Library (1896)
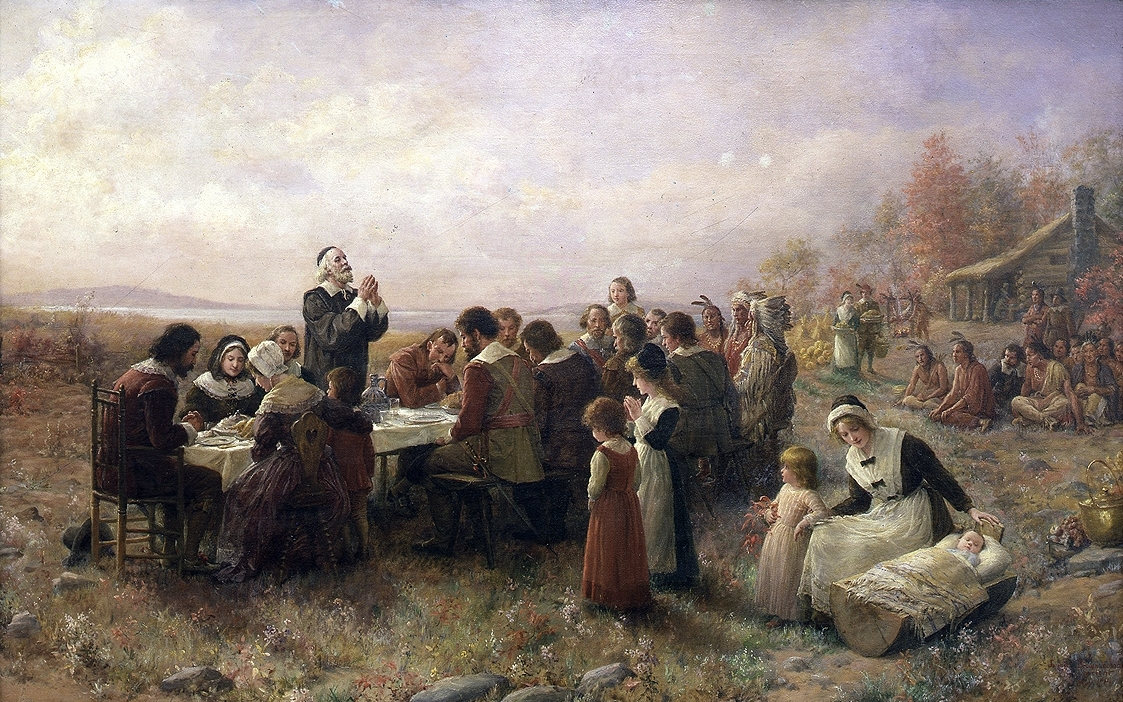
The First Thanksgiving at Plymouth (1914), pintada por Jennie Augusta Brownscombe, Museu Pilgrim Hall, Plymouth (Massachusetts)
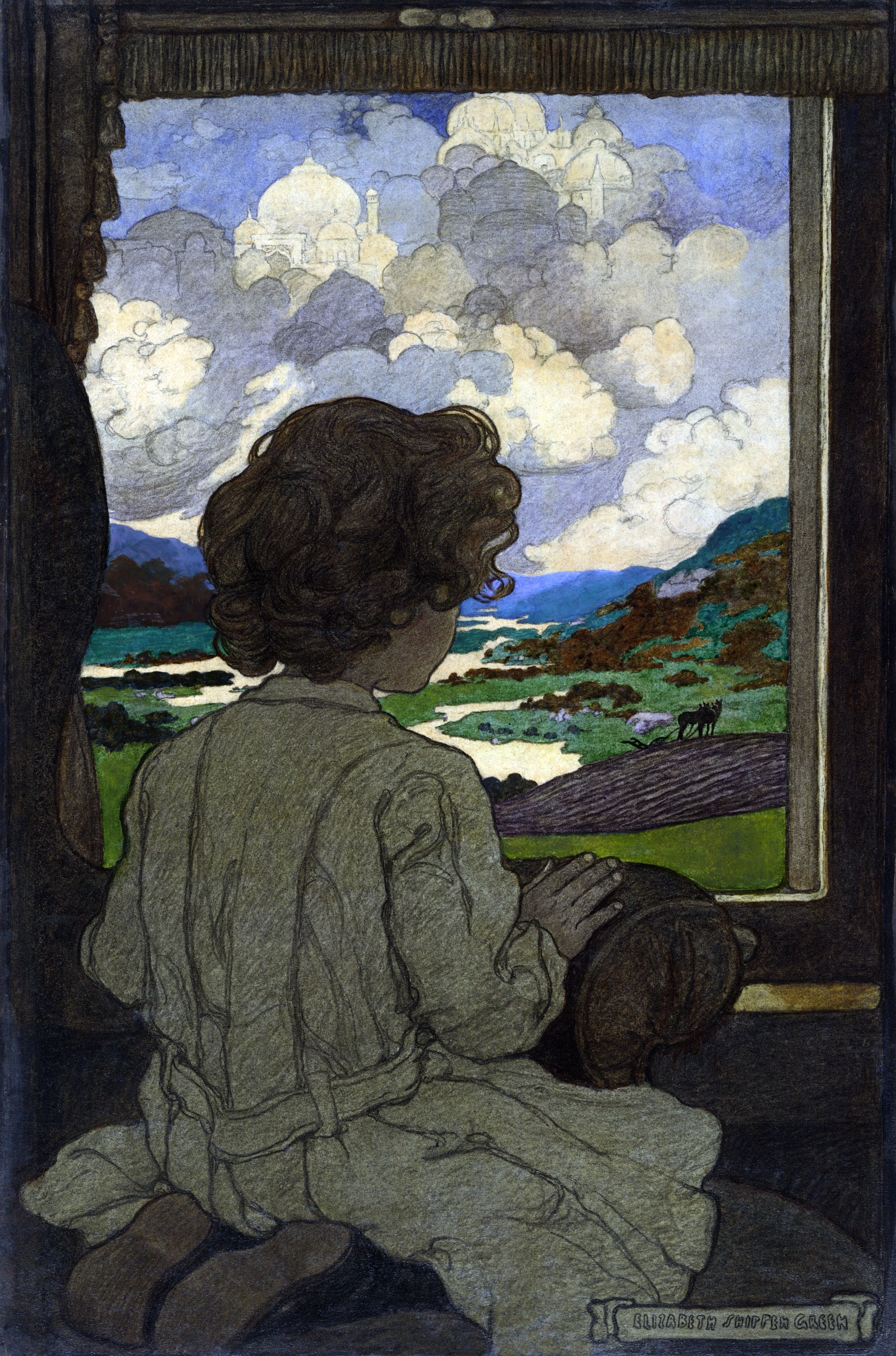
Elizabeth Shippen Green, The Journey, "The Little Past", ilustração feita por Josephine Preston Peabody, que mostra experiências de infância a partir da perspectiva de uma criança.
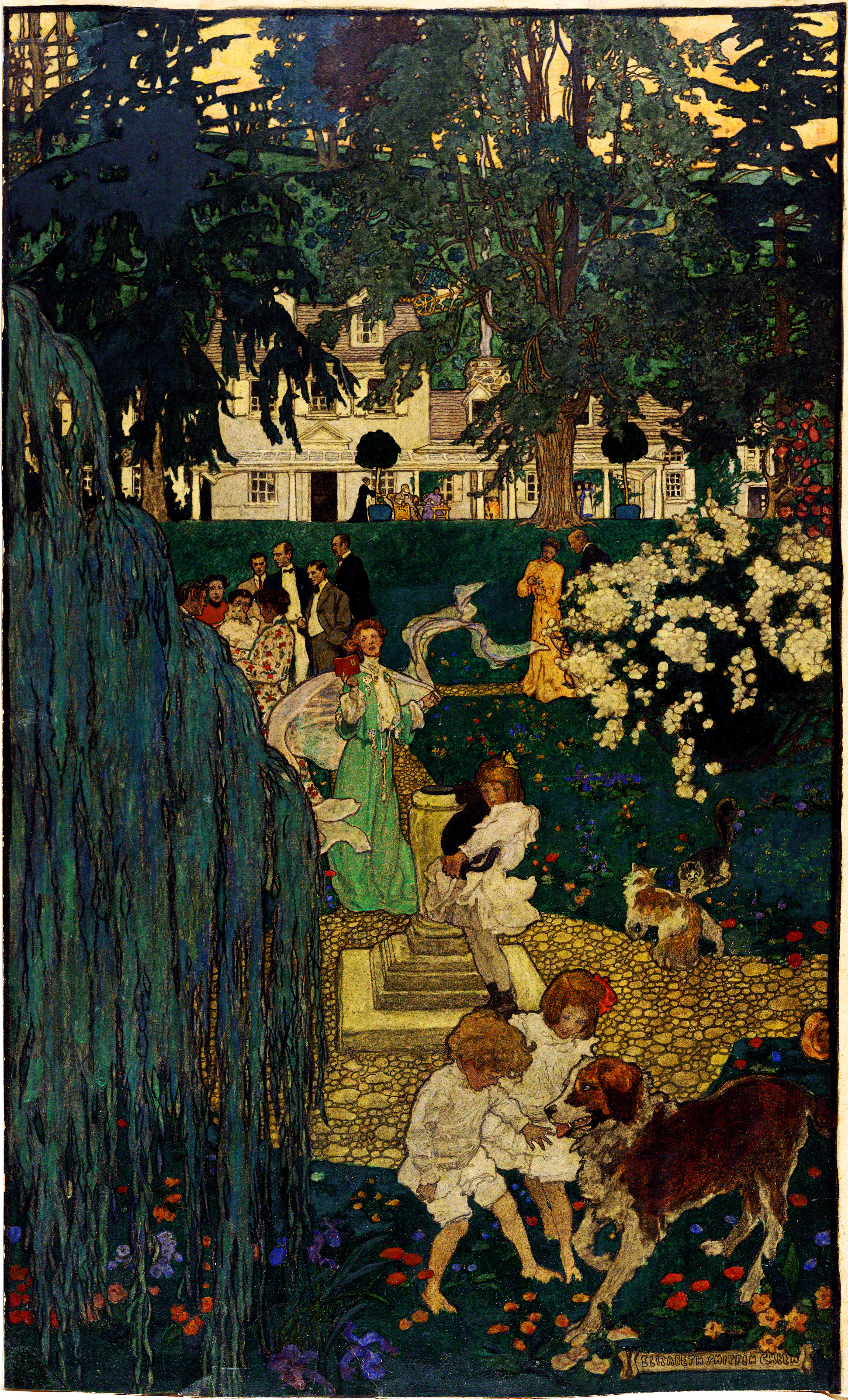
Life was made for love and cheer, pintada por Elizabeth Shippen Green, ilustração que descreve Elizabeth Shippen Green, Jessie Willcox Smith, Violet Oakley e outras amigas.
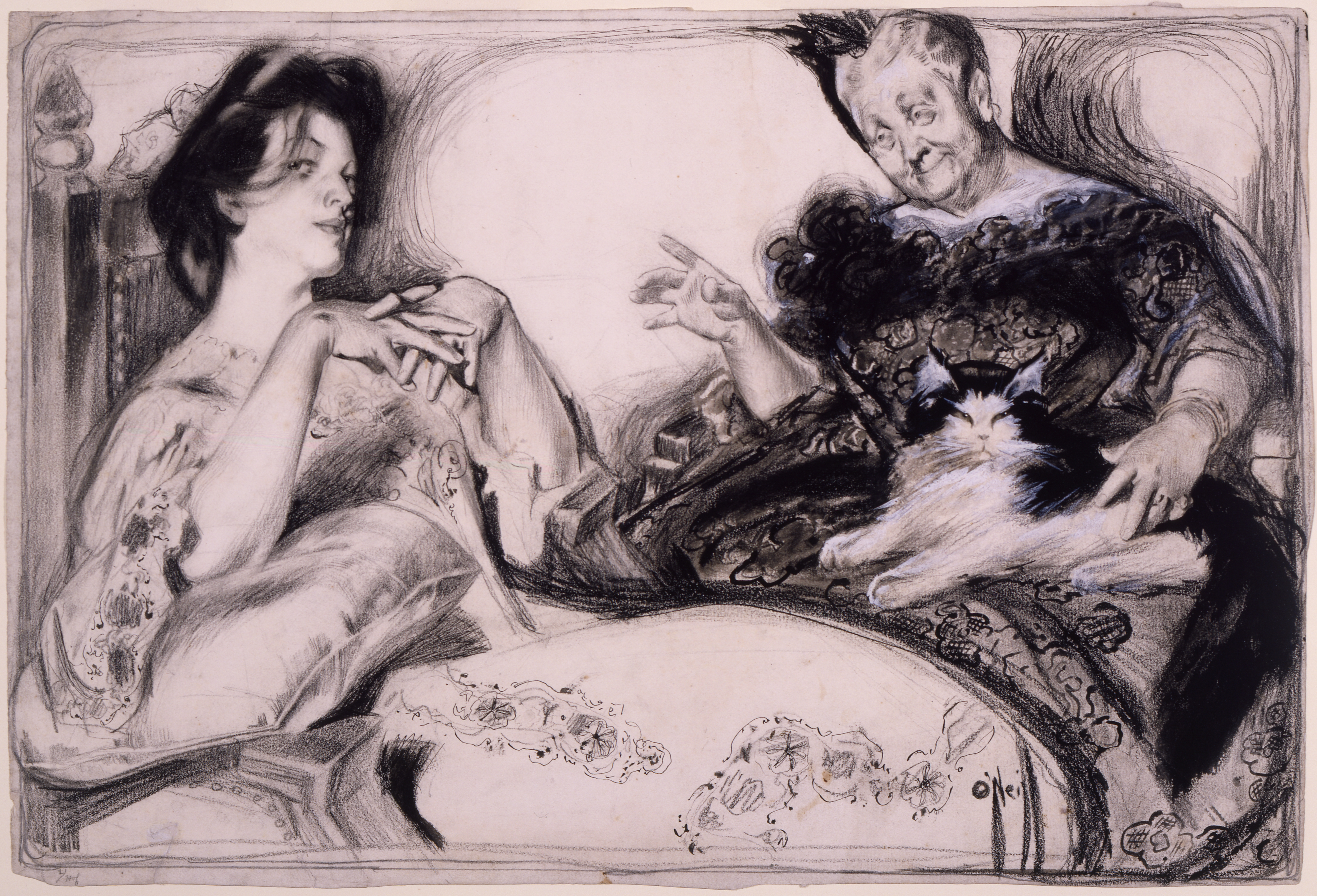
"Signs" de Rose O'Neill, um desenho para a revista Puck, 1904. Ethel: "Ele age desta forma. Ele olha para mim com ternura, é dinâmico quando estou perto dele, anseio quando negligencio ele. Agora, o que isso significa?" Sua mãe: "Que ele é um bom ator, Ethel."
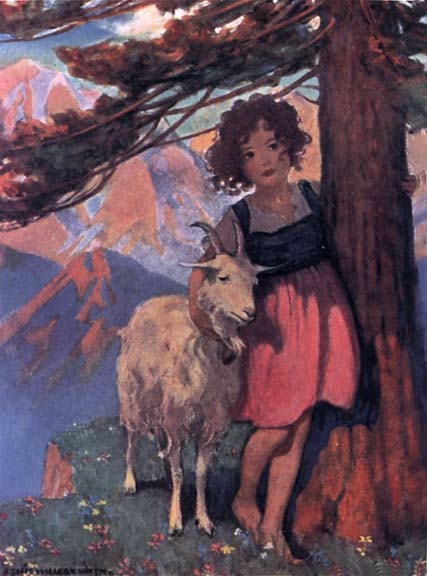
Capa Heidi (1922), feita por Jessie Wilcox Smith